# Снарк Декарта
Снарк Дека́рта в теорії графів — це неорієнтований граф з 210 вершинами та 315 ребрами. Цей снарк був вперше був знайдений Вільямом Таттом у 1948 році, який працював під псевдонімом Бланш Декарт.
Снарк Декарта можна отримати з графу Перерсена, якщо замінити кожну вершину на дев'ятикутник і кожне ребро з певним графом, тісно пов'язаним з графом Петерсена. Оскільки існує кілька способів виконання цієї процедури, то існує кілька снарків Декарта.

## Категорії
1. ↑  Descartes, Blanche. "Network Colorings, " The Mathematical Gazette (London), 32:299. p. 67–69, 1948.